# Callospermophilus saturatus
Callospermophilus saturatus là một loài động vật có vú trong họ Sóc, bộ Gặm nhấm. Loài này được Rhoads mô tả năm 1895.

## Hình ảnh

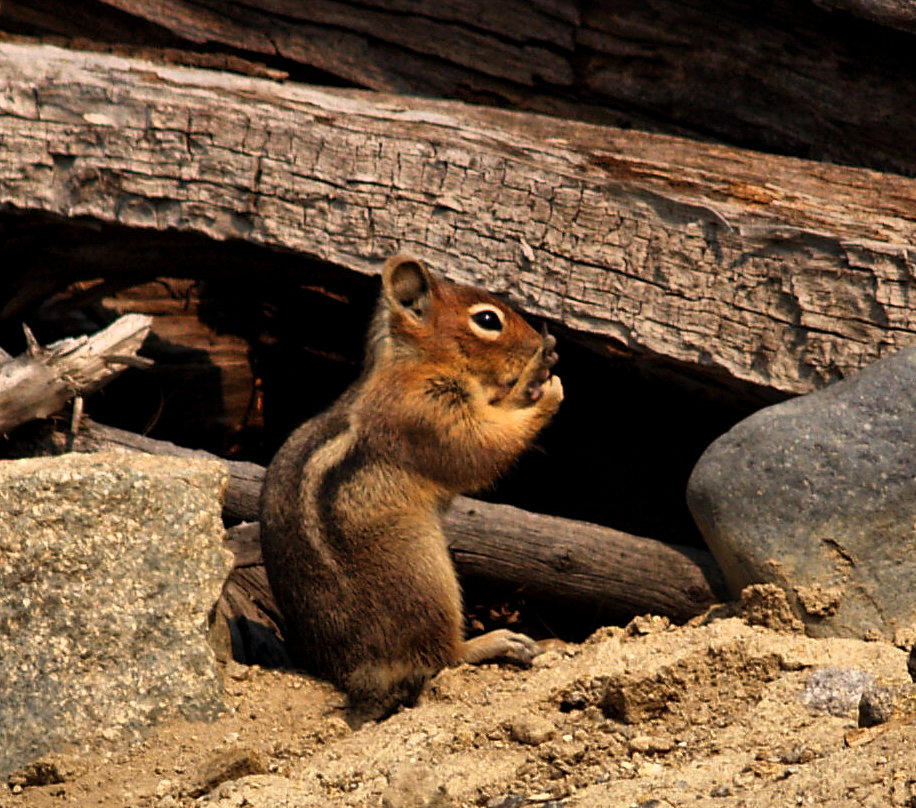
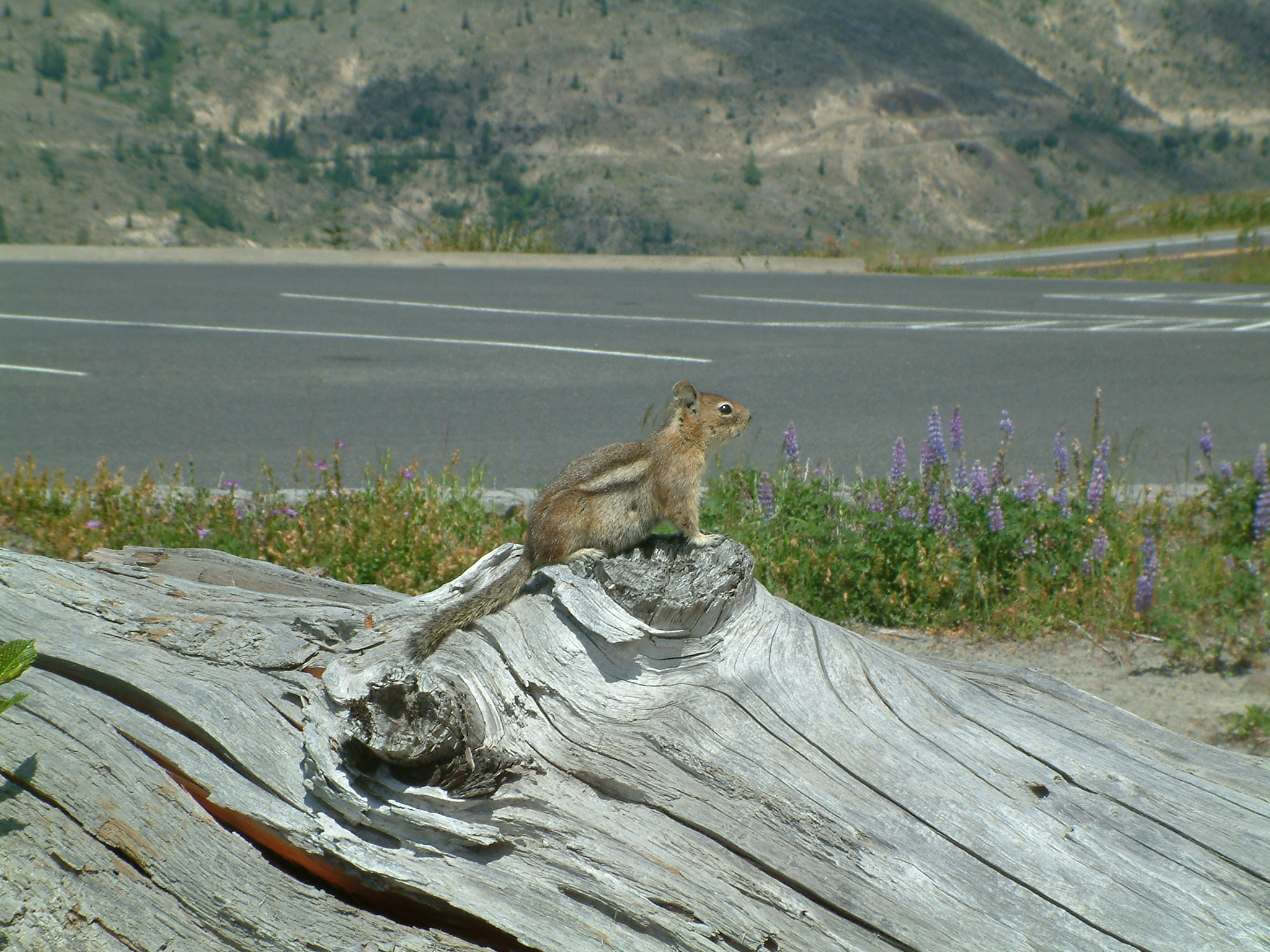
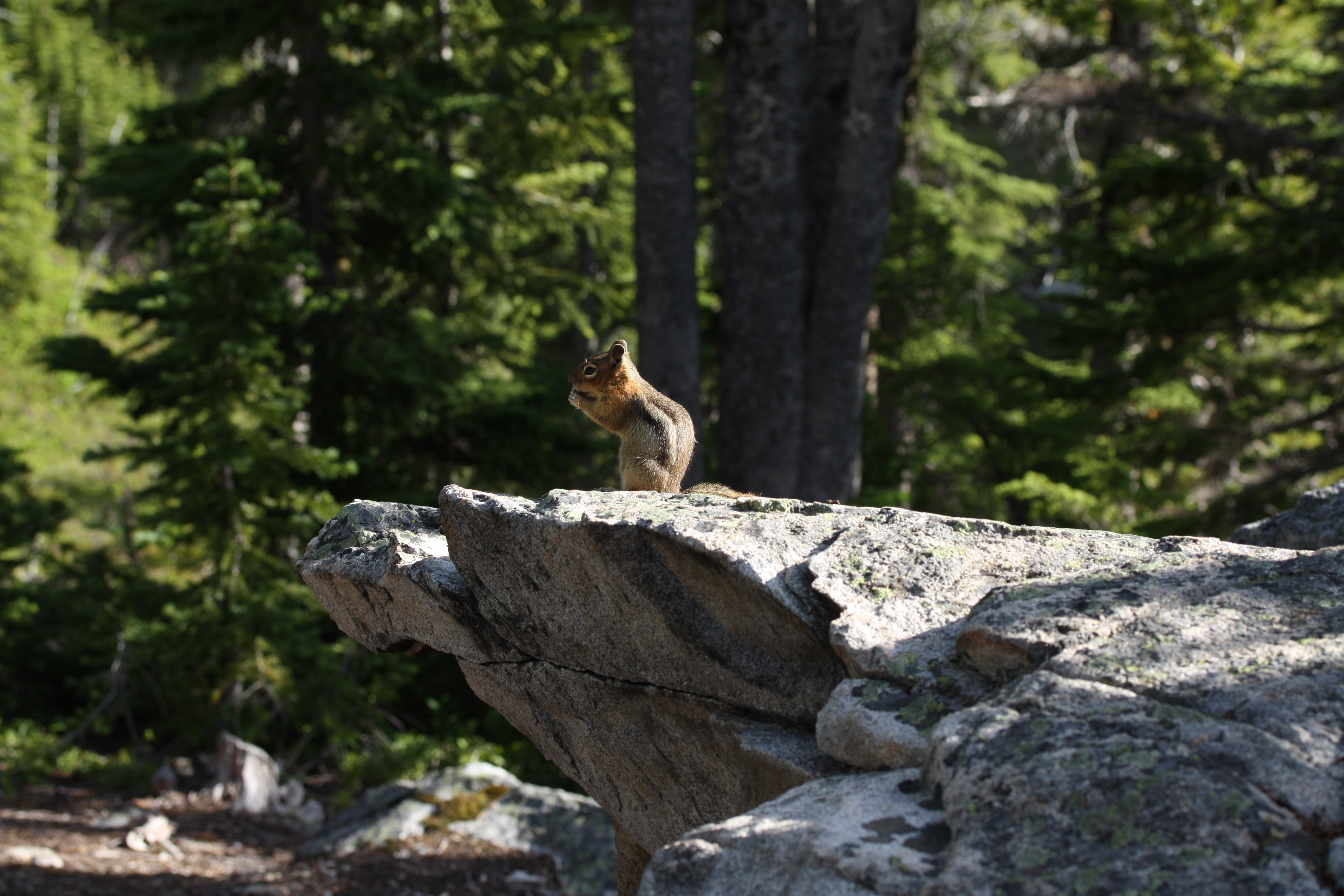
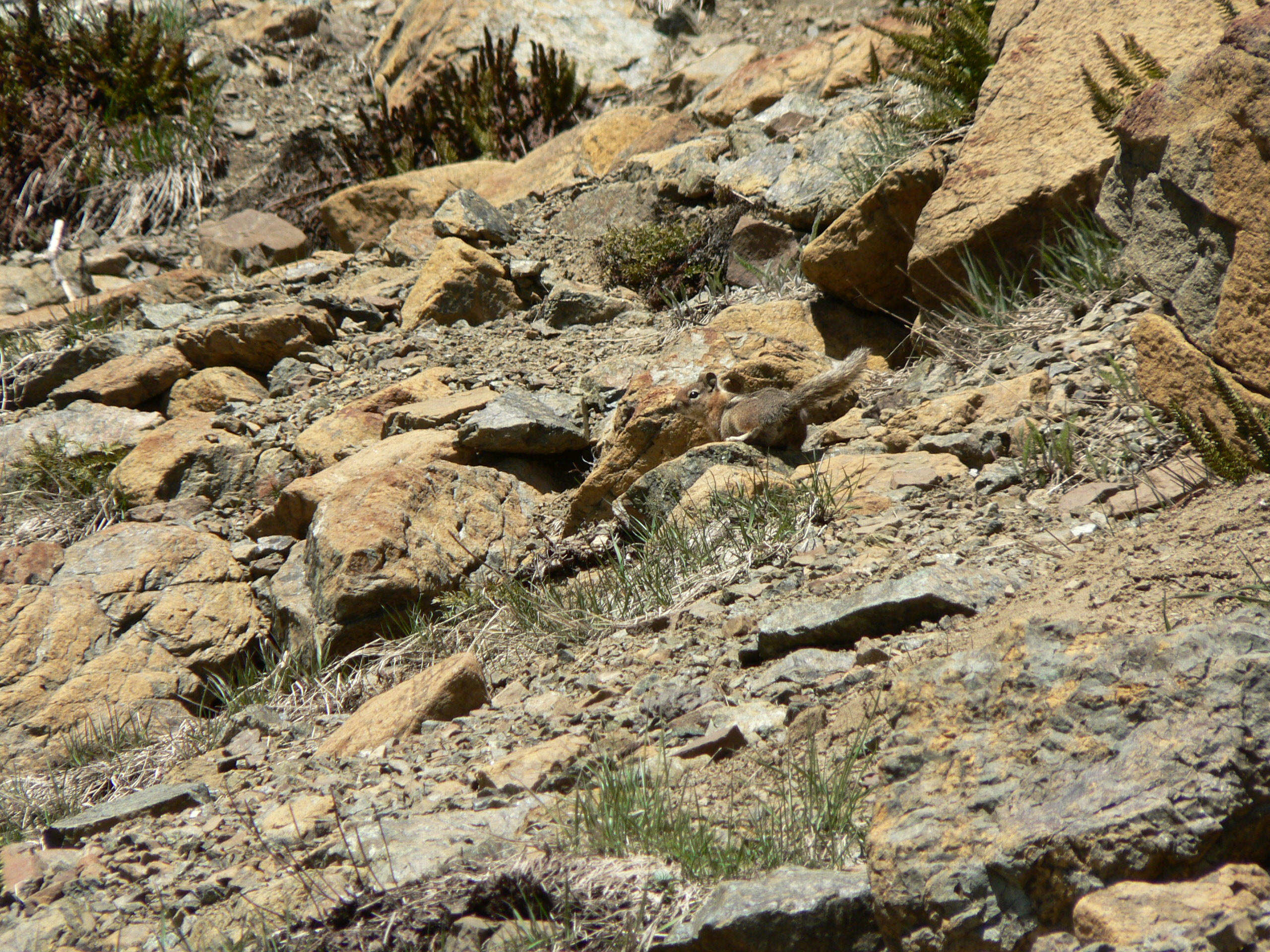